# 1554 год в литературе

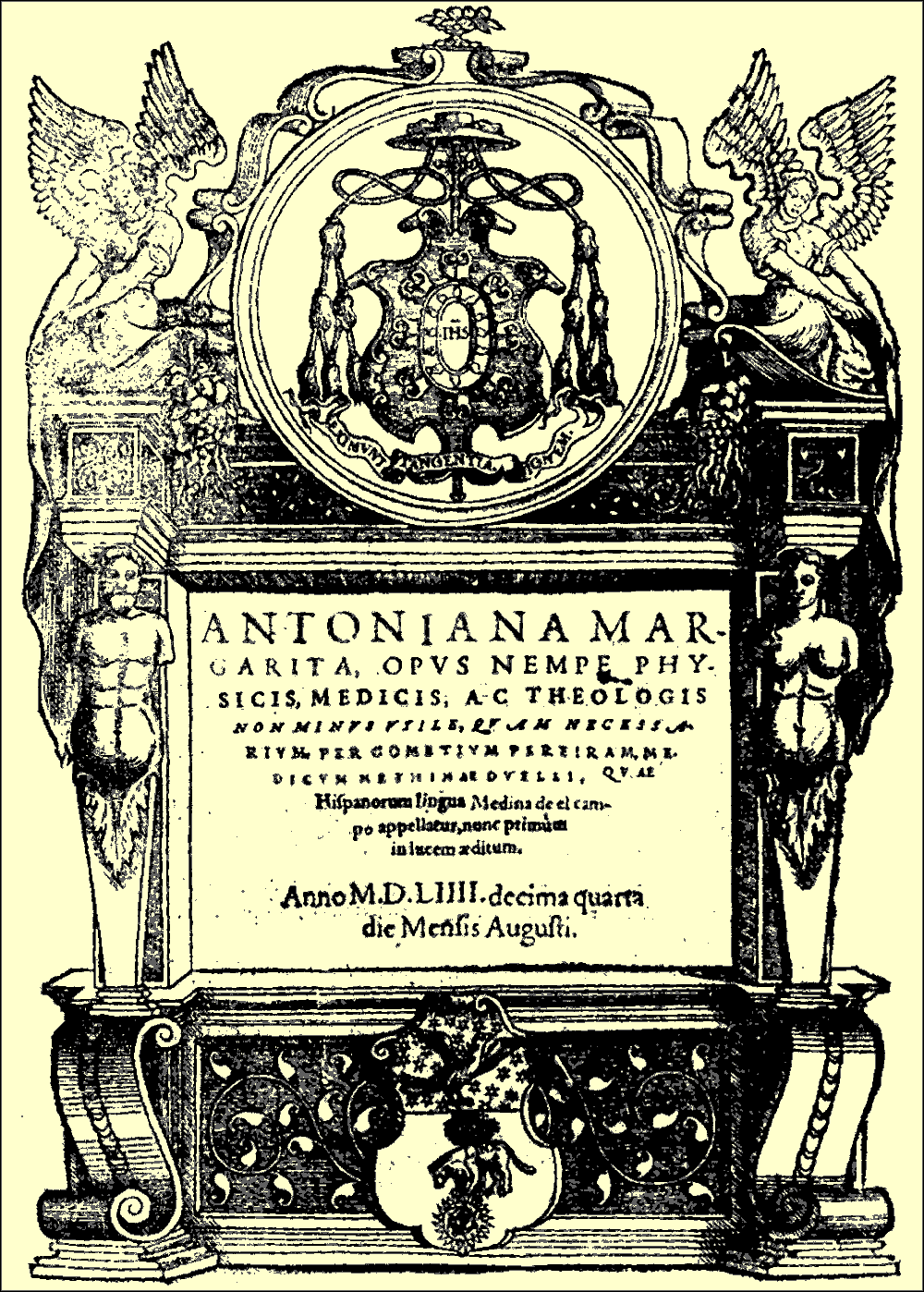
Обложка книги Гомеса Перейры «Antoniana Margarita», 1554

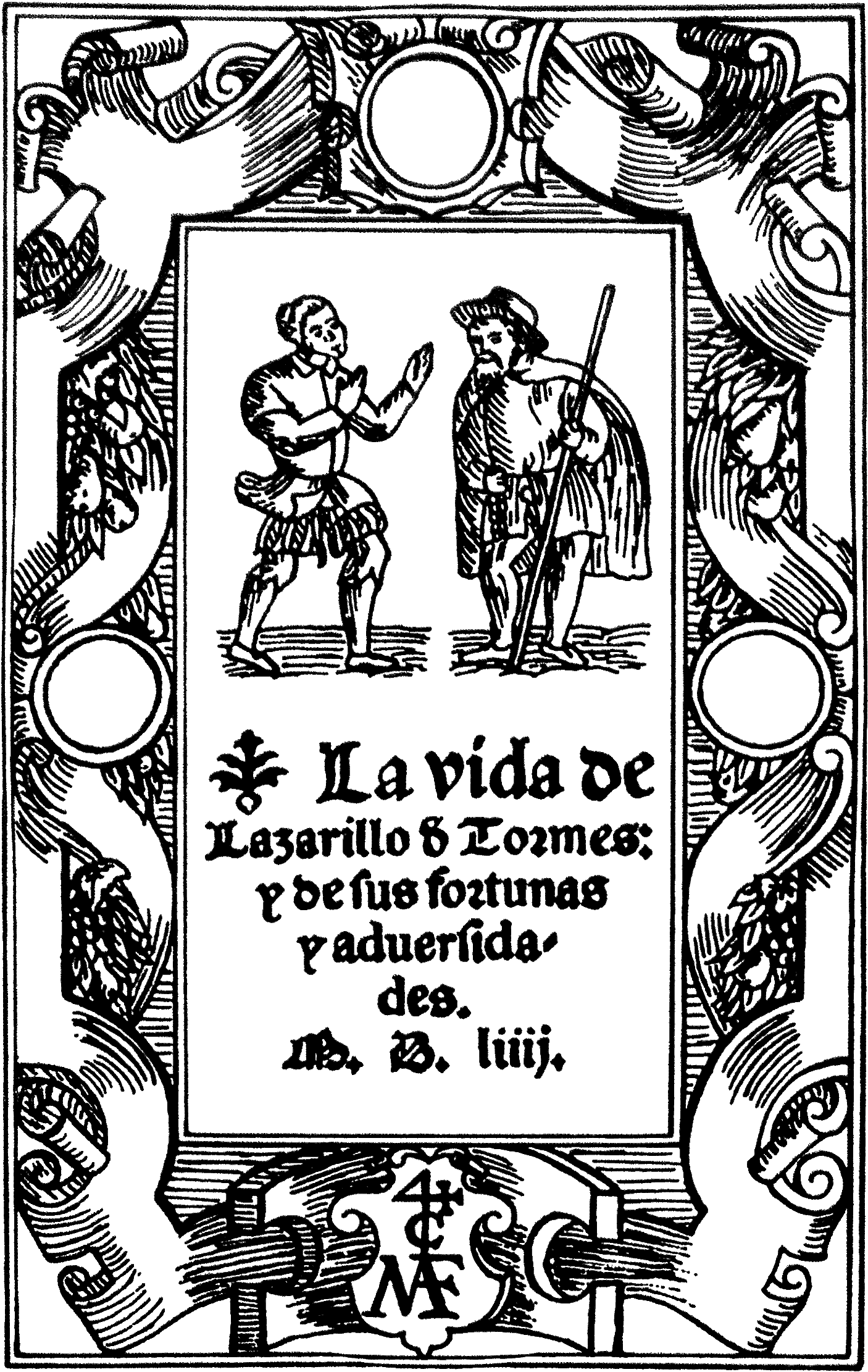
Обложка книги «Жизнь Лазарильо из Тормес, и его удачи и неудачи»

## События
- Лютеранский епископ Або Михаил Агрикола перевёл Евангелие и букварь на финский язык.
- Публикация книги Менно Симонса «Uytgangh ofte bekeeringhe» положила начало Золотому веку голландской литературы.

## Книги
- В Испании анонимно вышла плутовская повесть « Ласарильо с Тормеса».
- Опубликована книга Гомеса Перейры «Antoniana Margarita».
- Увидели свет три первых тома новелл итальянского писателя Маттео Банделло.
- «Praedium rusticum», сборник ранее изданных сочинений Шарля Этьенна о земледелии, садоводстве и виноделии.
- Трактат «Historia de omnibus gothorum sueonumque regibus» Иоанна Магнуса.
- Адриан Турне издал труд «Tepetlaoztoc Codex».

## Родились
- 3 октября — Фулк-Гревилль Брук, английский поэт, драматург и писатель
- 20 октября — Балинт Балашши, венгерский поэт, переводчик, основатель венгерской лирической поэзии. Писал на венгерском, словацком и турецком языках.
- 11 ноября — Луис де ла Пуэнте, испанский духовный писатель (умер 1624).
- 30 ноября — Филип Сидни, английский поэт (умер 1586).
- Анракуан Сакудэн, буддийский священник школы Дзёдо-синсю и поэт эпохи Эдо. Основоположник японского литературного и театрального жанра ракуго (умер 1642).
- Себастьян Петрици, польский автор медицинских трактатов, философ и переводчик (умер 1626).
- Уолтер Рэли, английский поэт и писатель (умер 1618).
- Мартын Шишковский, польский религиозный писатель (умер 1630).

## Скончались
- 16 января — Кристиерн Педерсен, датский богослов, духовный писатель и переводчик, издатель-первопечатник (родился ок. 1480).
- 13 апреля — Сигизмунд Гелений, чешский филолог, писатель-гуманист (родился 1497).
- 23 апреля — Гаспара Стампа, одна из самых значимых и выдающихся женщин-писательниц Ренессанса (родилась 1523).
- 2 июля — Педро Сьеса де Леон, испанский священник, ставший одним из первых хронистов, написавших о конкисте (завоевании) континента Южная Америка (родился 1518).
- Симоне Порцио, итальянский писатель и преподаватель, научный писатель (родился 1496).